# Municipio de Ward (Ohio)
El municipio de Ward (en inglés: Ward Township) es un municipio ubicado en el condado de Hocking en el estado estadounidense de Ohio. En el año 2010 tenía una población de 1933 habitantes y una densidad poblacional de 19,67 personas por km².

## Geografía
El municipio de Ward se encuentra ubicado en las coordenadas 39°30′26″N 82°13′36″O / 39.50722, -82.22667. Según la Oficina del Censo de los Estados Unidos, el municipio tiene una superficie total de 98.25 km², de la cual 97,94 km² corresponden a tierra firme y (0,32 %) 0,31 km² es agua.

## Demografía
Según el censo de 2010, había 1933 personas residiendo en el municipio de Ward. La densidad de población era de 19,67 hab./km². De los 1933 habitantes, el municipio de Ward estaba compuesto por el 93,79 % blancos, el 4,71 % eran afroamericanos, el 0,36 % eran amerindios, el 0,26 % eran asiáticos, el 0,16 % eran de otras razas y el 0,72 % eran de una mezcla de razas. Del total de la población el 0,98 % eran hispanos o latinos de cualquier raza.